# Augusto Jerez Perchet
Augusto Jerez Perchet (Puerto Real, Cádiz, 29 de marzo de 1844 — Málaga, 12 de junio de 1903) fue un periodista y escritor español.

## Biografía
Redactor jefe de El Defensor de Granada, así como director en Málaga, su ciudad adoptiva, de los diarios El Correo de Andalucía, La Lealtad y El Avisador Malagueño. También colaboró con textos para publicaciones como La Ilustración Católica (desde 1877), Los Niños de Barcelona (1883-1886), El Mundo de los Niños (1891) y La Ilustración Artística (1897). Jerez Perchet, que fue individuo de diferentes corporaciones literarias, firmó numerosos libros de viajes y educación, entre los que se cuentan Impresiones de viaje (1875), Alemania (1878), La paz universal, Higiene infantil (1885), La mujer de su casa (1886), Páginas marinas (1897), El libro de la mujer (1899) y La clase obrera y la instrucción popular. Acerca de su ciudad adoptiva escribió una obra titulada Málaga contemporánea, con «estudios y paisajes de la capital y la provincia», que vio la luz en 1884. Falleció el 12 de junio de 1903.
Contrajo matrimonio con Eugenia Santamaría Torres y tuvieron al menos cuatro hijos: Augusto, Carmen, Emilio y María Eugenia Jerez Santamaría.